# Draft de la NBA de 2011
El Draft de la NBA de 2011 se celebró el 23 de junio de 2011 en el recinto del Prudential Center de la ciudad de Newark (Nueva Jersey). Fue transmitido para Estados Unidos por la cadena especializada ESPN. En el draft de 2011, varios equipos de la National Basketball Association (NBA) tomaron turnos para la selección de jugadores de baloncesto universitario de los Estados Unidos y otros jugadores elegibles, incluyendo jugadores internacionales. 

## Reglas de elegibilidad
Desde el draft de 2008, los jugadores provenientes de high school no serán elegibles. El acuerdo alcanzado entre la NBA y el Sindicato de Jugadores ha establecido unas normas con respecto a la edad de los jugadores que pueden ser declarados elegibles:
- Todos los jugadores que entren en el draft, sea cual sea su nacionalidad, deben haber nacido antes del 31 de diciembre de 1992, o lo que es lo mismo, deben de tener al menos 19 años en el año en el que discurre el draft.[1]
- De acuerdo con el contrato colectivo de trabajo (CCT), los jugadores estadounidenses deben haber pasado un año tras su graduación en el instituto. El CCT define a un jugador internacional a quien haya residido permanentemente fuera de los Estados Unidos al menos tres años previos al draft del 2011, no se haya graduado del High School ni inscrito en una universidad estadounidense.

## Primera ronda

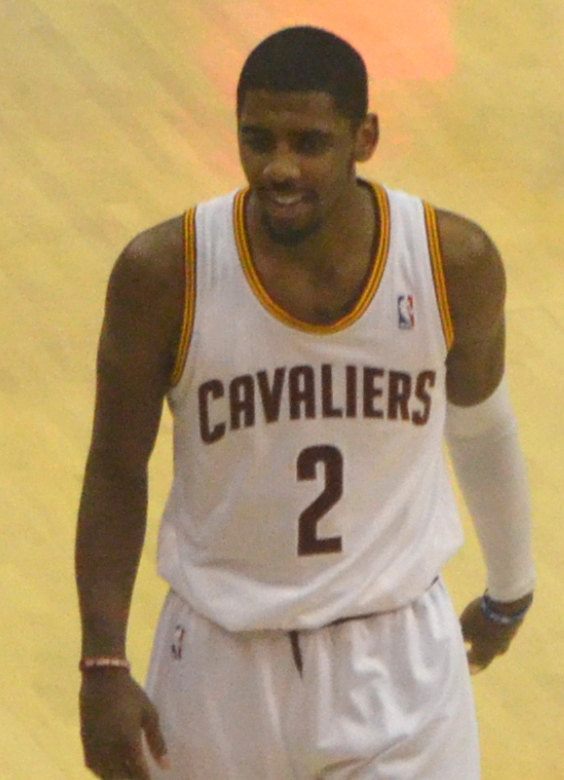
Kyrie Irving seleccionado en primera posición por Cleveland Cavaliers.

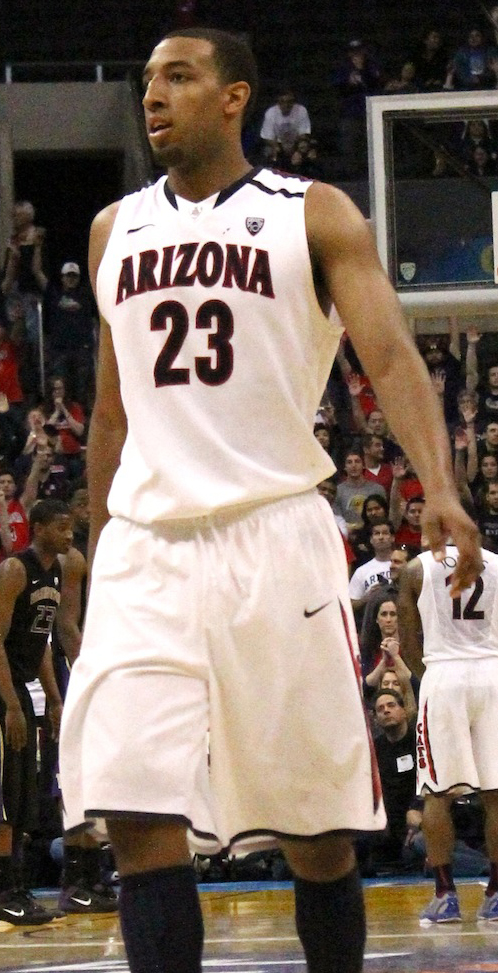
Derrick Williams seleccionado segundo por Minnesota Timberwolves.

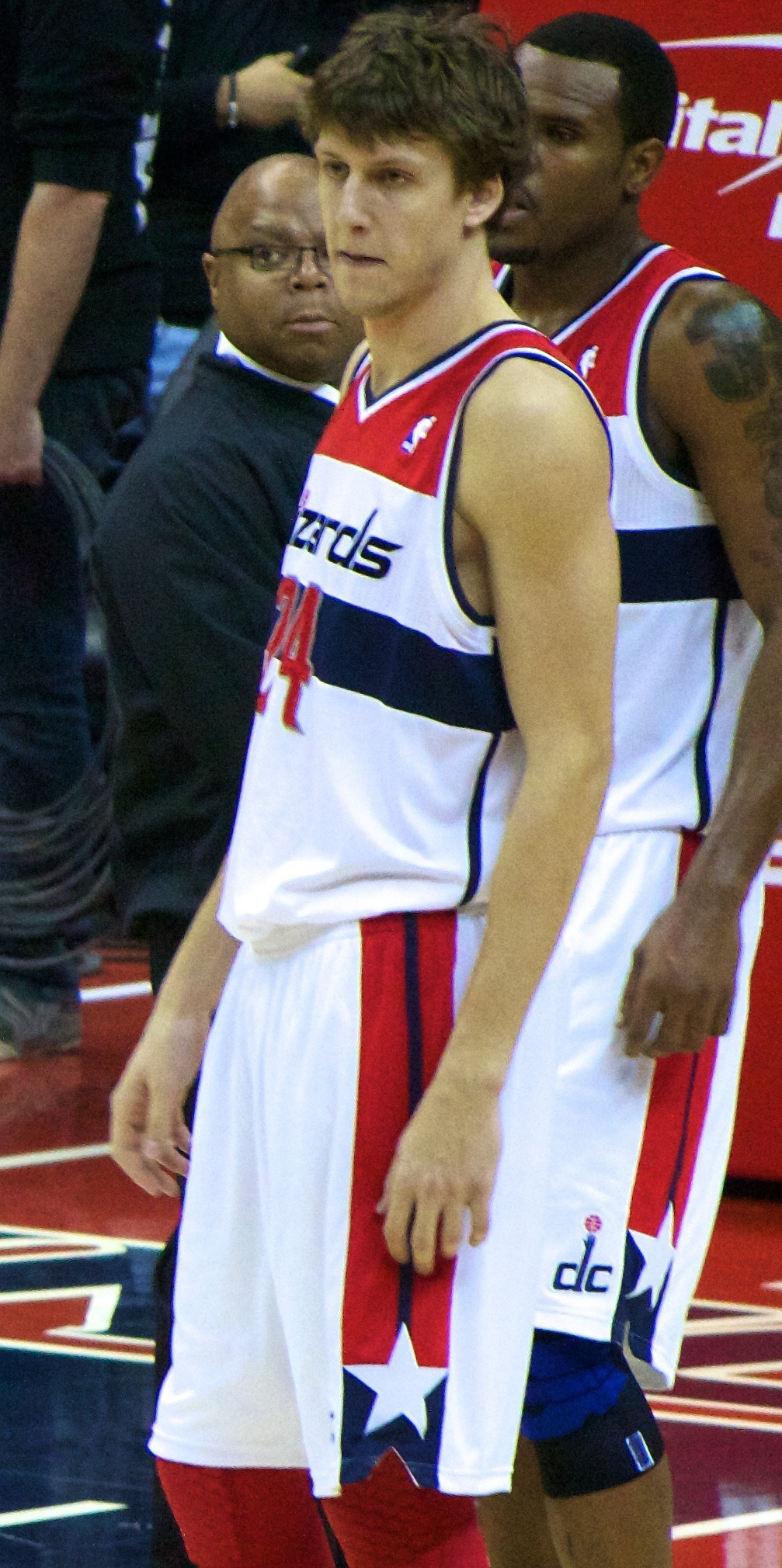
Jan Veselý sexta selección de Washington Wizards.

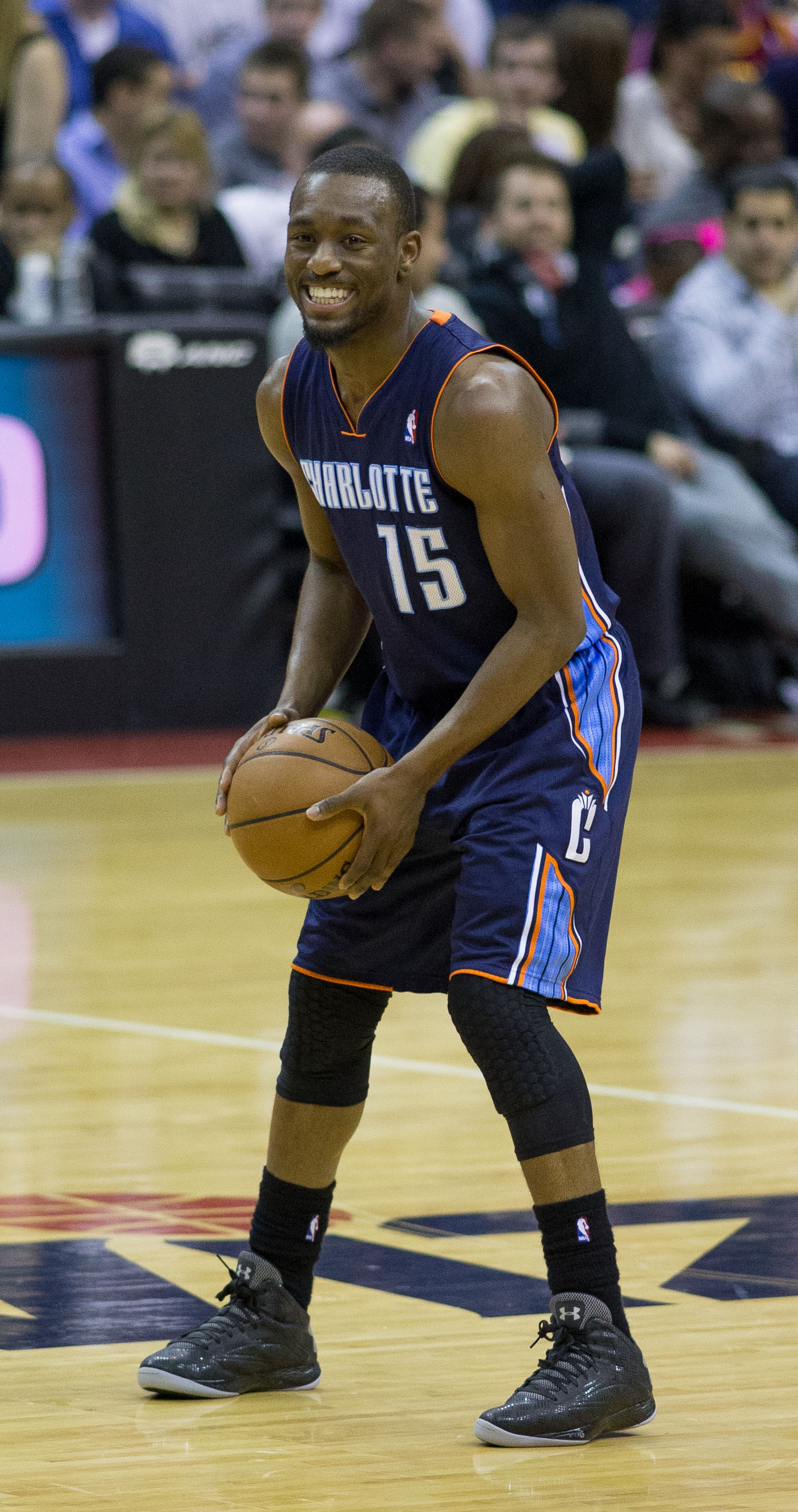
Kemba Walker seleccionado en novena posición por Charlotte Bobcats.

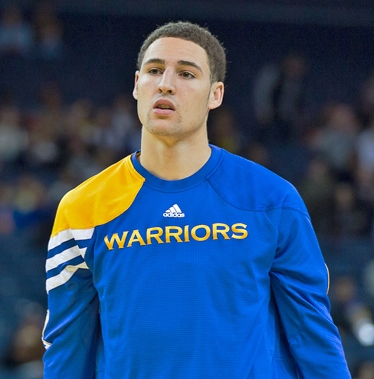
Klay Thompson undécima selección de Golden State Warriors.

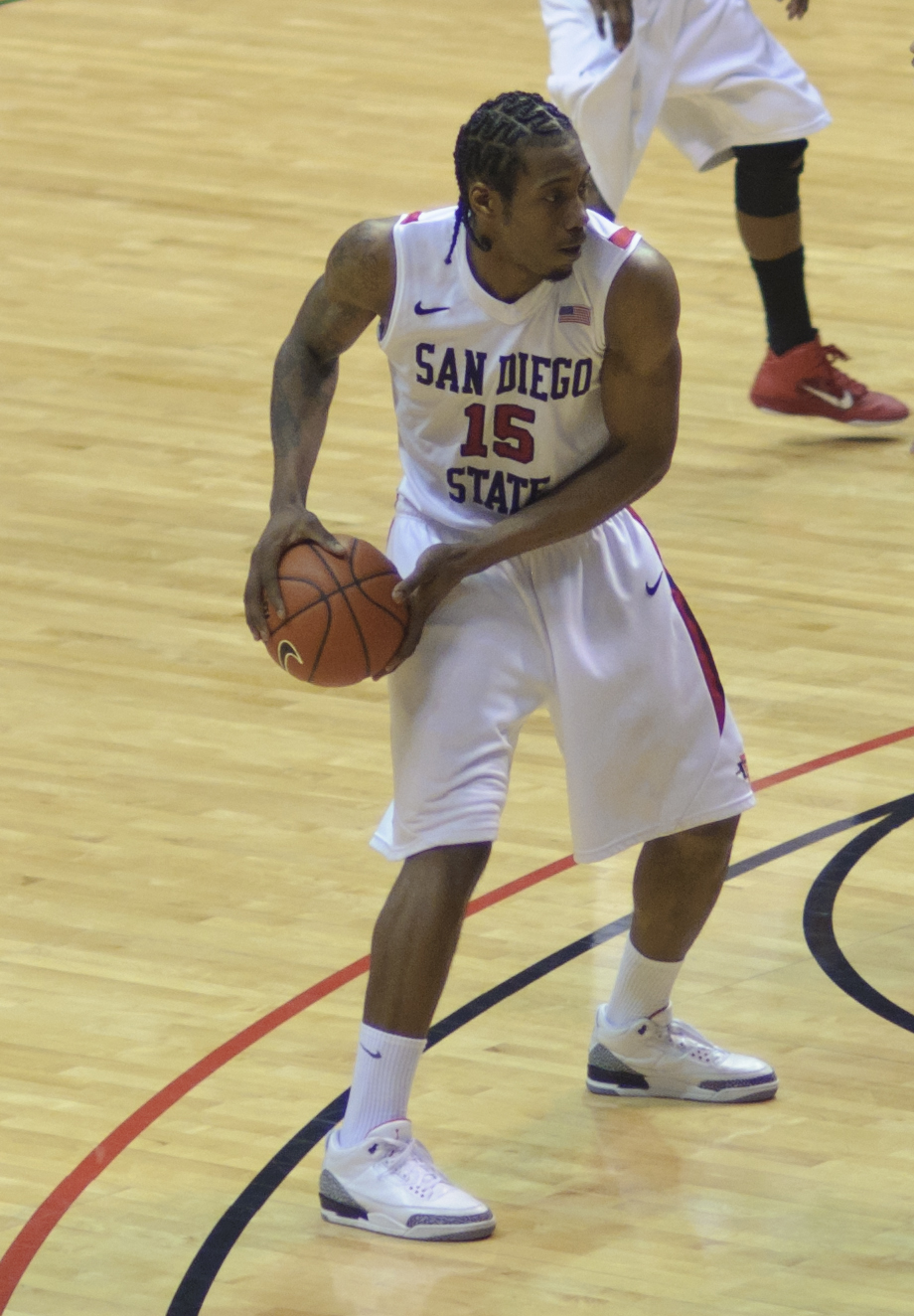
Kawhi Leonard decimoquinta selección de Indiana Pacers.

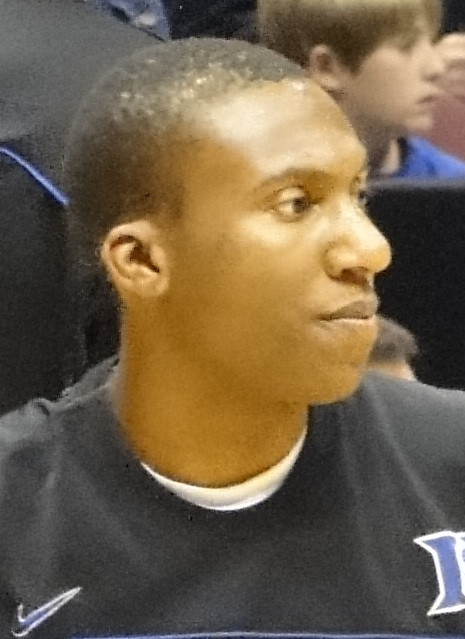
Nolan Smith 21ª elección de Portland Trail Blazers.

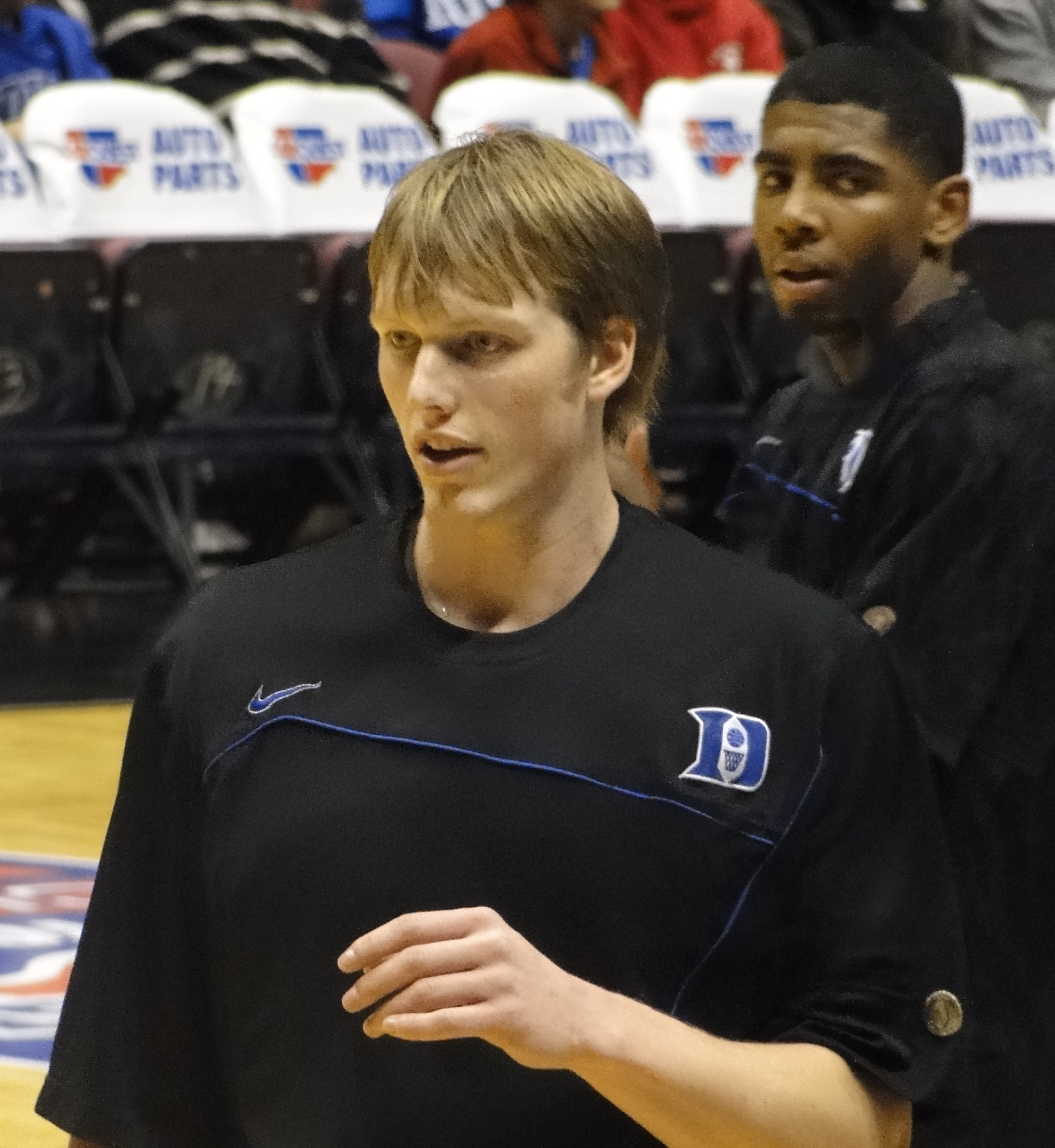
Kyle Singler 33.ª elección de Detroit Pistons.

|  | Denota jugador que ha sido seleccionado al menos en un All-Star Game y un Mejor Quinteto de la NBA |
|  | Denota jugador que ha sido seleccionado al menos en un All-Star Game                               |
|  | Denota jugador que nunca ha jugado en la NBA                                                       |

| Pick | Jugador            | Posición | Nacionalidad              | Equipo                                                                                           | Universidad/Club          |
| ---- | ------------------ | -------- | ------------------------- | ------------------------------------------------------------------------------------------------ | ------------------------- |
| 1    | Kyrie Irving       | PG       | Estados Unidos/ Australia | Cleveland Cavaliers (desde L.A. Clippers)                                                        | Duke                      |
| 2    | Derrick Williams   | SF       | Estados Unidos            | Minnesota Timberwolves                                                                           | Arizona                   |
| 3    | Enes Kanter        | C/PF     | Turquía                   | Utah Jazz (desde New Jersey)                                                                     | Kentucky                  |
| 4    | Tristan Thompson   | C/PF     | Canadá                    | Cleveland Cavaliers                                                                              | Texas                     |
| 5    | Jonas Valančiūnas  | C        | Lituania                  | Toronto Raptors                                                                                  | Lietuvos Rytas (Lituania) |
| 6    | Jan Veselý         | PF/C     | República Checa           | Washington Wizards                                                                               | Partizan (Serbia)         |
| 7    | Bismack Biyombo    | PF       | DR Congo                  | Sacramento Kings (traspasado a Charlotte Bobcats)                                                | Fuenlabrada (España)      |
| 8    | Brandon Knight     | PG       | Estados Unidos            | Detroit Pistons                                                                                  | Kentucky                  |
| 9    | Kemba Walker       | PG/SG    | Estados Unidos            | Charlotte Bobcats                                                                                | Connecticut               |
| 10   | Jimmer Fredette    | SG       | Estados Unidos            | Milwaukee Bucks (traspasado a Sacramento Kings)                                                  | BYU                       |
| 11   | Klay Thompson      | SG/SF    | Estados Unidos            | Golden State Warriors                                                                            | Washington State          |
| 12   | Alec Burks         | SG/PG    | Estados Unidos            | Utah Jazz                                                                                        | Colorado                  |
| 13   | Markieff Morris    | PF       | Estados Unidos            | Phoenix Suns                                                                                     | Kansas                    |
| 14   | Marcus Morris      | PF       | Estados Unidos            | Houston Rockets                                                                                  | Kansas                    |
| 15   | Kawhi Leonard      | SF       | Estados Unidos            | Indiana Pacers (traspasado a San Antonio Spurs)                                                  | San Diego State           |
| 16   | Nikola Vučević     | PF       | Montenegro                | Philadelphia 76ers                                                                               | USC                       |
| 17   | Iman Shumpert      | PG       | Estados Unidos            | New York Knicks                                                                                  | Georgia Tech              |
| 18   | Chris Singleton    | PF       | Estados Unidos            | Washington Wizards (desde Atlanta)                                                               | Florida State             |
| 19   | Tobias Harris      | PF       | Estados Unidos            | Charlotte Bobcats (desde New Orleans vía Portland; traspasado a Milwaukee Bucks)                 | Tennessee                 |
| 20   | Donatas Motiejūnas | PF       | Lituania                  | Minnesota Timberwolves (desde Memphis vía Utah; traspasado a Houston Rockets)                    | Benetton Treviso (Italia) |
| 21   | Nolan Smith        | PG       | Estados Unidos            | Portland Trail Blazers                                                                           | Duke                      |
| 22   | Kenneth Faried     | PF       | Estados Unidos            | Denver Nuggets                                                                                   | Morehead State            |
| 23   | Nikola Mirotić     | PF       | España                    | Houston Rockets (desde Phoenix Suns vía Orlando Magic; traspasado a Chicago Bulls vía Minnesota) | Real Madrid (España)      |
| 24   | Reggie Jackson     | PG       | Estados Unidos            | Oklahoma City Thunder                                                                            | Boston College            |
| 25   | Marshon Brooks     | SG       | Estados Unidos            | Boston Celtics (traspasado a New Jersey)                                                         | Providence                |
| 26   | Jordan Hamilton    | SF/SG    | Estados Unidos            | Dallas Mavericks (desde Portland; traspasado a Denver)                                           | Texas                     |
| 27   | JaJuan Johnson     | PF       | Estados Unidos            | New Jersey Nets (desde L.A. Lakers; traspasado a Boston)                                         | Purdue                    |
| 28   | Norris Cole        | PG       | Estados Unidos            | Chicago Bulls (desde Miami vía Toronto; traspasado a Miami vía Minnesota)                        | Cleveland State           |
| 29   | Cory Joseph        | PG       | Canadá                    | San Antonio Spurs                                                                                | Texas                     |
| 30   | Jimmy Butler       | SF       | Estados Unidos            | Chicago Bulls                                                                                    | Marquette                 |

## Segunda ronda
| Pick | Jugador                | Posición | Nacionalidad        | Equipo                                                               | Universidad/Club             |
| ---- | ---------------------- | -------- | ------------------- | -------------------------------------------------------------------- | ---------------------------- |
| 31   | Bojan Bogdanović       | SF       | Croacia             | Miami Heat (desde Minnesota; traspasado a New Jersey)                | Fenerbahçe Ülker (Turquía)   |
| 32   | Justin Harper          | PF       | Estados Unidos      | Cleveland Cavaliers (traspasado a Orlando)                           | Richmond                     |
| 33   | Kyle Singler           | SF       | Estados Unidos      | Detroit Pistons (desde Toronto)                                      | Duke                         |
| 34   | Shelvin Mack           | PG/SG    | Estados Unidos      | Washington Wizards                                                   | Butler                       |
| 35   | Tyler Honeycutt        | SF       | Estados Unidos      | Sacramento Kings                                                     | UCLA                         |
| 36   | Jordan Williams        | PF/C     | Estados Unidos      | New Jersey Nets                                                      | Maryland                     |
| 37   | Trey Thompkins         | PF       | Estados Unidos      | Los Angeles Clippers (desde Detroit)                                 | Georgia                      |
| 38   | Chandler Parsons       | SF       | Estados Unidos      | Houston Rockets (desde L.A. Clippers)                                | Florida                      |
| 39   | Jeremy Tyler           | PF/C     | Estados Unidos      | Charlotte Bobcats (traspasado a Golden State Warriors)               | Tokyo Apache (Japón)         |
| 40   | Jon Leuer              | PF       | Estados Unidos      | Milwaukee Bucks                                                      | Wisconsin                    |
| 41   | Darius Morris          | PG       | Estados Unidos      | Los Angeles Lakers (desde Golden State Warriors vía New Jersey Nets) | Michigan                     |
| 42   | Dāvis Bertāns          | SF       | Letonia             | Indiana Pacers (traspasado a San Antonio Spurs)                      | Union Olimpija (Eslovenia)   |
| 43   | Malcolm Lee            | PG       | Estados Unidos      | Chicago Bulls (desde Utah; traspasado a Minnesota)                   | UCLA                         |
| 44   | Charles Jenkins        | SG/PG    | Estados Unidos      | Golden State Warriors (desde Phoenix vía Chicago)                    | Hofstra                      |
| 45   | Josh Harrellson        | C        | Estados Unidos      | New Orleans Hornets (desde Philadelphia; traspasado a New York)      | Kentucky                     |
| 46   | Andrew Goudelock       | SG       | Estados Unidos      | Los Angeles Lakers (desde New York Knicks)                           | Charleston                   |
| 47   | Travis Leslie          | SG       | Estados Unidos      | Los Angeles Clippers (desde Houston Rockets)                         | Georgia                      |
| 48   | Keith Benson           | C        | Estados Unidos      | Atlanta Hawks                                                        | Oakland                      |
| 49   | Josh Selby             | PG       | Estados Unidos      | Memphis Grizzlies                                                    | Kansas                       |
| 50   | Lavoy Allen            | PF       | Estados Unidos      | Philadelphia 76ers (desde New Orleans Hornets)                       | Temple                       |
| 51   | Jon Diebler            | SG       | Estados Unidos      | Portland Trail Blazers                                               | Ohio State                   |
| 52   | Vernon Macklin         | PF       | Estados Unidos      | Detroit Pistons (desde Denver Nuggets vía Portland)                  | Florida                      |
| 53   | DeAndre Liggins        | SG       | Estados Unidos      | Orlando Magic                                                        | Kentucky                     |
| 54   | Milan Mačvan           | PF       | Serbia              | Cleveland Cavaliers (desde Oklahoma City vía Miami)                  | Maccabi Tel Aviv (Israel)    |
| 55   | E'Twaun Moore          | SG       | Estados Unidos      | Boston Celtics                                                       | Purdue                       |
| 56   | Chukwudiebere Maduabum | SF       | Nigeria             | Los Angeles Lakers (traspasado a Denver Nuggets)                     | Bakersfield Jam (D-League)   |
| 57   | Tanguy Ngombo          | SF       | República del Congo | Dallas Mavericks (traspasado a Portland)                             | Al Rayyan (Catar)            |
| 58   | Ater Majok             | C        | Australia           | Los Angeles Lakers (desde Miami Heat)                                | Gold Coast Blaze (Australia) |
| 59   | Ádám Hanga             | SF       | Hungría             | San Antonio Spurs                                                    | Albacomp (Hungría)           |
| 60   | Isaiah Thomas          | PG       | Estados Unidos      | Sacramento Kings (desde Chicago Bulls vía Milwaukee Bucks)           | Washington                   |

## Traspasos con jugadores del draft involucrados

### Acuerdos previos al draft
Previo a la celebración del draft, se produjeron los siguientes traspasos entre los diferentes equipos:
1. ↑  El 24 de febrero de 2011, Cleveland adquieren a Baron Davis y una primera ronda del draft de 2011 de L.A. Clippers a cambio de Mo Williams y Jamario Moon.[2]
2. ↑  El 23 de febrero de 2011, los Utah Jazz adquieren a Devin Harris, Derrick Favors, una primera ronda del draft de 2011 de New Jersey y una primera ronda de 2012 de Golden State de New Jerseya cambio de Deron Williams.[3]
3. ↑  El 23 de febrero de 2011, los Washington Wizards aquieren a Mike Bibby, Maurice Evans, Jordan Crawford y una primera ronda del 2011 de Atlanta a cambio de Kirk Hinrich y Hilton Armstrong.[6]
4. ↑  El 23 de febrero de 2011, los Charlotte Bobcats adquieren a Joel Przybilla, Dante Cunningham, Sean Marks, una primera ronda del 2011 de New Orleans, una primera ronda de 2013 de Portland y dinero de Portland a cambio de Gerald Wallace.[7] Previamente, Portland adquirió una primera ronda de 2011 el 23 de octubre de 2010 from New Orleans a cambio de Jerryd Bayless.[8]
5. ↑  El 30 de julio de 2010, los Minnesota Timberwolves adquirieron a Kosta Koufos, una primera ronda del 2011 de Memphis y una primera ronda condicionada de Utah a cambio de Al Jefferson.[9] Previamente, Utah adquirió una primera ronda el 18 de febrero de 2010 de Memphis a cambio de Ronnie Brewer.[10]
6. ↑  El 24 de febrero de 2011, los Houston Rockets aquirieron a Goran Dragić y una primera ronda de 2011 de Orlando de Phoenix a cambio de Aaron Brooks.[12] Con anterioridad, Phoenix adquirió a Vince Carter, Marcin Gortat, Mickaël Piétrus, una primera ronda de 2011 y dinero el 18 de diciembre de 2010 de Orlando a cambio de Jason Richardson, Hedo Türkoğlu y Earl Clark.[13]
7. ↑  El 15 de diciembre de 2010, los New Jersey Nets adquirieron a Sasha Vujačić y una primera ronda de 2001 de L.A. Lakers en un acuerdo entre tres equipos, con L.A. Lakers y Houston.[17]
8. ↑  El 24 de febrero de 2011, los Chicago Bulls adquirieron una primera ronda de 2011 de Miami desde Toronto a cambio de James Johnson.[18] Previamente, Toronto readquirió su primera ronda del draft de 2011 y otra primera de Miami el 9 de julio de 2010 a cambio de Chris Bosh.[19]

### Acuerdos en la noche del draft
Los siguientes traspasos que afectaban a jugadores del draft se realizaron el mismo día de la elección.
1. 1 2 3  Los Charlotte Bobcats, Milwaukee Bucks y Sacramento Kings completaron un traspaso a tres bandas. Milwaukee adquirió de Charlotte a Stephen Jackson y Shaun Livingston, Sacramento a Beno Udrih y la 19ª elección del draft de 2011 de Charlotte. Sacramento adquirió de Milwaukee a John Salmons, y la décima elección del draft de 2011 de los Bucks. Charlotte adquirió de Milwaukee a Corey Maggette y la séptima elección del draft de Sacramento.[4]
2. 1 2  Los Indiana Pacers adquirieron a George Hill de San Antonio Spurs a cambio de sus primera y segunda rondas del draft de 2011.[5]
3. 1 2  Los Houston Rockets traspasaron la 23ª elección del draft, una futura primera ronda y el pívot Brad Miller a los Minnesota Timberwolves a cambio de la elección de Minnesota en el puesto 20 y el base Jonny Flynn.[11]
4. 1 2 3  Los Chicago Bulls traspasaron sus elecciones 28º y 43ª a los Minnesota Timberwolves para adquirir los derechos sobre Nikola Mirotic, la 23ª elección en el draft.[14]
5. 1 2  Los Boston Celtics traspasaron los derechos de su elección 25, Marshon Brooks a los New Jersey Nets a cambio de los derechos de la elección 27 JaJuan Johnson y una 2ª ronda del draft de 2014.[15]
6. ↑  Los Denver Nuggets adquirieron a Andre Miller y los derechos de la 26ª elección, Jordan Hamilton de los Portland Trail Blazers a cambio de Raymond Felton. Poco antes, esa misma tarde, enviaron a Rudy Fernández a los Dallas Mavericks a cambio de esos derechos.[16]
7. 1 2  Los Miami Heat adquirieron la 28ª elección de Minnesota Timberwolves a cambio de la elección 31, una futura segunda ronda y dinero.[20]
8. ↑  Los New Jersey Nets adquirieron la 31ª elección de Minnesota Timberwolves a cambio de dinero.[21]
9. ↑  Los Orlando Magic adquirieron los derechos de la elección 32, Justin Harper de los Cleveland Cavaliers a cambio de dos futuras rondas del draft.[22]

## Jugadores notables no seleccionados
Estos jugadores no fueron seleccionados en el draft, pero han jugado al menos un partido en la NBA.
| Jugador         | Pos. | Nacionalidad   | Universidad / Club      |
| --------------- | ---- | -------------- | ----------------------- |
| Dwight Buycks   | PG   | Estados Unidos | Marquette (Sr.)         |
| Zoran Dragić    | G/F  | Eslovenia      | KK Krka (Eslovenia)     |
| Diante Garrett  | G    | Estados Unidos | Iowa State (Sr.)        |
| Ben Hansbrough  | G    | Estados Unidos | Notre Dame (Sr.)        |
| Cory Higgins    | G    | Estados Unidos | Colorado (Sr.)          |
| Justin Holiday  | F    | Estados Unidos | Washington (Sr.)        |
| John Holland    | SG   | Estados Unidos | Boston University (Sr.) |
| Scotty Hopson   | SG   | Estados Unidos | Tennessee (Sr.)         |
| D. J. Kennedy   | G/F  | Estados Unidos | St. John's (Sr.)        |
| Kalin Lucas     | PG   | Estados Unidos | Michigan State (Sr.)    |
| Willie Reed     | F/C  | Estados Unidos | Saint Louis (So.)       |
| Xavier Silas    | G    | Estados Unidos | Northern Illinois (Sr.) |
| Greg Smith      | C    | Estados Unidos | Fresno State (So.)      |
| Alex Stepheson  | PF   | Estados Unidos | USC (Sr.)               |
| Julyan Stone    | SG   | Estados Unidos | UTEP (Sr.)              |
| Malcolm Thomas  | F    | Estados Unidos | San Diego State (Sr.)   |
| Mychel Thompson | F/G  | Estados Unidos | Pepperdine (Sr.)        |
| Chris Wright    | F    | Estados Unidos | Dayton (Sr.)            |
| Chris Wright    | PG   | Estados Unidos | Georgetown (Sr.)        |